# ديبي راش
ديبي راش (بالإنجليزية: Debbie Rush)‏ هي ممثلة بريطانية، ولدت في 1966 في Castleton, Derbyshire ‏ في المملكة المتحدة.

## وصلات خارجية
- ديبي راش على موقع IMDb (الإنجليزية)
- ديبي راش على موقع ميوزك برينز (الإنجليزية)
- ديبي راش على موقع قاعدة بيانات الفيلم (الإنجليزية)